# Municipio de Tilapa
El municipio de Tilapa (del nahuatl: tlil, apan ‘negro, rio’‘rio negro’) es uno de los 217 municipios que conforman al estado mexicano de Puebla. Fue fundado en 1895 y su cabecera es la población de Tilapa.

## Geografía
El municipio se encuentra en el centro-sur del estado de Puebla y forma parte de la región del Valle de Atlixco y el Valle de Matamoros. Tiene una extensión territorial de 83.891 kilómetros cuadrados que equivalen al 0.24% de la extensión total del estado. Sus coordenadas geográficas extremas son 18° 34' - 18° 40' de latitud norte y 98° 28' - 98° 37' de longitud oeste; la altitud de su territorio se encuentra entre 1 200 y 1 360 metros sobre el nivel del mar.
Limita al noroeste con el municipio de Tepexco, al norte con el municipio de Tlapanalá, al noreste con el municipio de Tepeojuma, al este y sureste con el municipio de Izúcar de Matamoros y al suroeste con el municipio de Chietla.

## Demografía
De acuerdo al último censo, realizado por el INEGI en 2010, en el municipio hay una población total de 8 401 habitantes, lo que le da una densidad de población aproximada de 100 habitantes por kilómetro cuadrado.

## Política

### Representación legislativa
Para la elección de diputados locales al Congreso de Puebla y de diputados federales a la Cámara de Diputados federal, el municipio de Tilapa se encuentra integrado en los siguientes distritos electorales:
Local:
- Distrito electoral local de 22 de Puebla con cabecera en Izúcar de Matamoros.[5]

Federal:
- Distrito electoral federal 13 de Puebla con cabecera en la ciudad de Atlixco.[6]